# Nicolaas I van Troppau
Nicolaas I van Troppau (circa 1255 - Brno, 26 juli 1318) was van 1269 tot 1308 hertog van Troppau. Hij behoorde tot de Troppau-tak van het huis Přemysliden.

## Levensloop
Nicolaas I was de buitenechtelijke zoon van koning Ottokar II van Bohemen en diens maîtresse Agnes van Kuenring. 
Met de toestemming van paus Urbanus IV verklaarde zijn vader hem wettig. Hij werd opgevoed aan het Boheemse hof in Praag en in 1269 kreeg hij als compensatie het hertogdom Troppau toegewezen, dat toen deel uit maakte van het markgraafschap Moravië. In 1278 vocht hij aan de zijde van zijn vader in de Slag bij Dürnkrut en Jedenspiegel tegen Rooms-Duits koning Rudolf I van Habsburg, waarbij Ottokar II sneuvelde.   
Nicolaas slaagde erin om het hertogdom Troppau te behouden totdat de laatste koning uit het huis Přemysliden, koning Wenceslaus III, in 1306 werd vermoord. De Boheemse kroon ging vervolgens naar hertog Hendrik van Karinthië, die het hertogdom Troppau in 1308 aan hertog Bolesław III de Verkwister van Liegnitz verpandde. De opvolger van Hendrik, Jan van Luxemburg, maakte dit echter ongedaan en verpandde Troppau in 1318 aan Nicolaas' zoon Nicolaas II. 

## Huwelijk en nakomelingen
In januari 1285 huwde Nicolaas met Adelheid van Habsburg (overleden in 1313), een nicht van Rooms-Duits koning Rudolf I van Habsburg. Ze kregen volgende kinderen:
- Nicolaas II (1288-1365), hertog van Troppau en hertog van Ratibor
- Wenceslaus (overleden in 1367), kanunnik in Praag en Olomouc
- Jan (overleden in 1325)